# Eliminación (críquet)
En el deporte de críquet, hay 10 maneras en las que un bateador (jugador ofensivo) puede ser eliminado, que significa que él ya no puede batear hasta la próxima entrada (se dice que el bateador está out), y la pelota devuelve muerta. Si todos salvo uno de los bateadores de un equipo son eliminados/incapacitados, entonces la entrada del equipo acaba. 
Hay 5 maneras de eliminación que son muy comunes, que se pueden categorizar en 3 formas: si el bateador batea la pelota y un oponente la captura antes de que caiga al suelo, o si el lanzador lanza la pelota y aquella toca el wicket en la zona segura del bateador, o si un wicket está derribado por la pelota cuando ningún bateador esté en la zona segura de ese wicket en ese momento, entonces uno de los bateadores está eliminado.

## Eliminaciones más comunes
4 de los 5 maneras más comunes de eliminar un bateador necesitan que la pelota toca un wicket, o que había tenido una trayectoria a un wicket cuando había sido interrumpido por el cuerpo de un bateador.
Si el bateador batea la pelota con su bate o un guante que está tocando al bate, y un oponente que está dentro del campo la captura sin haber tocado al borde del campo o la tierra afuera de él a la misma vez que estaba tocando a la pelota, entonces el bateador está out. A veces, un oponente captura la pelota, pero caiga afuera del campo antes de controlar la pelota completamente; en estas situaciones, el equipo ofensivo anota 4 o 6 carreras.
Si el lanzador lanza la pelota y aquella toca el wicket, o toca al cuerpo del bateador, y estaba claro que iba a tocar al wicket, entonces el bateador está out (sino que hay algunas excepciones, dependiendo en si alguien tocó la pelota antes de que llegase al bateador, o si el bateador bateó la pelota antes de que aquella lo tocara a él). Un bateador también puede ser eliminado entre wickets, que significa que él no esté en su zona segura a la misma vez que el wicket en esa zona ha sido derribada por la pelota; si el receptor es el oponente que eliminó al bateador, entonces en algunas circunstancias se dice que el bateador ha sido stumped. Un bateador solamente puede estar seguro si él es el primer bateador que entró a la zona segura que él está ocupando.

## Eliminaciones menos comunes
Estas eliminaciones son mucho menos comunes.
Es posible que un bateador voluntariamente salga del campo. Si él sale por causa de un herido, entonces puede regresar más tarde al campo en la misma entrada después de que otro bateador de su equipo haya sido eliminado. Si no, entonces no puede regresar al campo en la misma entrada sin el permiso del capitán del otro equipo.
Si el bateador batea la pelota más de una vez, o interrumpe con juego sucio a sus oponentes en sus intentos de eliminar a él, o ya no ha entrado/regresado al campo bastante pronto para comenzar/resumir de batear en su entrada, entonces está out.